# Evert Horn
Evert Horn til Kankas (født 1581, død 30. juli 1615) var en svensk general og friherre, søn af Karl Henriksson Horn.
Horn vandt særlig berømmelse under Sveriges russiske krig 1609. Han var under den første del af krigen Jakob de la Gardies nærmeste mand. 1609 førte Horn krigen i Ingermanland og bemægtigede sig en del faste pladser som Nøteborg, Koporja og Ivangorod, til de opnåede gunstige resultater medvirkede til Falske Dmitrij 2.s fald. Da russerne efter Mikaels valg til zar førte krigen noget mere kraftig, søgte Horn forgæves at indtage Pskov. 
Horn og De la Gardie kæmpede sammen den 24. juni 1610 ved Klusjino mod polakken Zolkievski, da svenskerne på grund af de fremmede troppers frafald måtte trække sig tilbage til grænsen. 
Efter freden i Knærød kunne Gustav Adolf forstærke den svenske hær i disse egne og kom selv dertil. Horn begyndte at belejre Gdof, som også faldt, og Horn fik overbefalingen ved kongens afrejse. Året efter, da kongen og Horn rykkede frem mod Pskof, faldt Horn i en skærmydsel ved et russiske rytteriudfald. Han var en af Gustav Adolfs bedste feltherrer, og kongen sørgede dybt over hans død.